# Konvexer Körper

Der Ikosaederstumpf („Fußballkörper“) ist ein konvexer Körper im dreidimensionalen Raum

Ein konvexer Körper ist in der Mathematik ein geometrischer Körper, der konvex ist und dessen Inhalt nicht leer ist. „Die Definition eines konvexen Körpers im Raum unterscheidet sich nicht von der Definition einer konvexen Figur in der Ebene.“

## Definitionen
Eine Teilmenge {\displaystyle K\subset \mathbb {R} ^{n}} des {\displaystyle n}-dimensionalen euklidischen Raums {\displaystyle \mathbb {R} ^{n}} heißt konvexer Körper, wenn sie konvex, beschränkt und abgeschlossen ist und wenn ihr Inneres nicht leer ist. Die Konvexität besagt dabei, dass alle Punkte der Verbindungsstrecke zwischen zwei Punkten {\displaystyle x} und {\displaystyle y} des Körpers ebenfalls Teil des Körpers sind, das heißt, es gilt
{\displaystyle x,y\in K\Rightarrow \lambda x+(1-\lambda )y\in K}
für alle {\displaystyle 0\leq \lambda \leq 1}. Die anderen drei Bedingungen stellen dann sicher, dass ein konvexer Körper nur eine endliche Ausdehnung besitzt, seine Oberfläche mit einschließt und nicht vollständig in einer Hyperebene enthalten ist.
Ein konvexer Körper wird symmetrisch genannt, wenn für jeden Punkt {\displaystyle x} des Körpers auch sein am Ursprung gespiegelter Punkt {\displaystyle -x} in dem Körper liegt, also
{\displaystyle x\in K\Rightarrow -x\in K}
gilt. Ein symmetrischer konvexer Körper ist damit zentralsymmetrisch bezüglich des Koordinatenursprungs.

## Beispiele
Zu den bekanntesten konvexen Körpern gehören die konvexen Polyeder, beispielsweise die regulären Polyeder im dreidimensionalen Raum, von denen es fünf Arten gibt:
- die platonischen Körper,
- die archimedischen Körper,
- die catalanischen Körper,
- die Johnson-Körper und
- die Prismen und Antiprismen.

Weitere Beispiele für symmetrische konvexe Körper können durch Normen abgeleitet werden, zum Beispiel
- die Einheitskugel {\displaystyle K=\{x\in \mathbb {R} ^{n}\mid \|x\|_{2}\leq 1\}},
- der Einheitshyperwürfel {\displaystyle K=\{x\in \mathbb {R} ^{n}\mid \|x\|_{\infty }\leq 1\}} und
- das Einheitskreuzpolytop {\displaystyle K=\{x\in \mathbb {R} ^{n}\mid \|x\|_{1}\leq 1\}},

wobei {\displaystyle \|\cdot \|_{p}} die p-Norm ist. Allgemein besteht sogar eine Bijektion zwischen der Menge der symmetrischen konvexen Körper und der Menge der Normkugeln im {\displaystyle \mathbb {R} ^{n}} (siehe Minkowski-Funktional).